# Orkanen Humberto
Orkanen Humberto var den åttonde namngivna stormen och den femte tropiska stormen i den atlantiska orkansäsongen 2007. Humberto orsakade minst ett dödsoffer. Humberto blev den första att gå in över amerikansk mark sedan Orkanen Wilma 2005.

## Stormhistoria

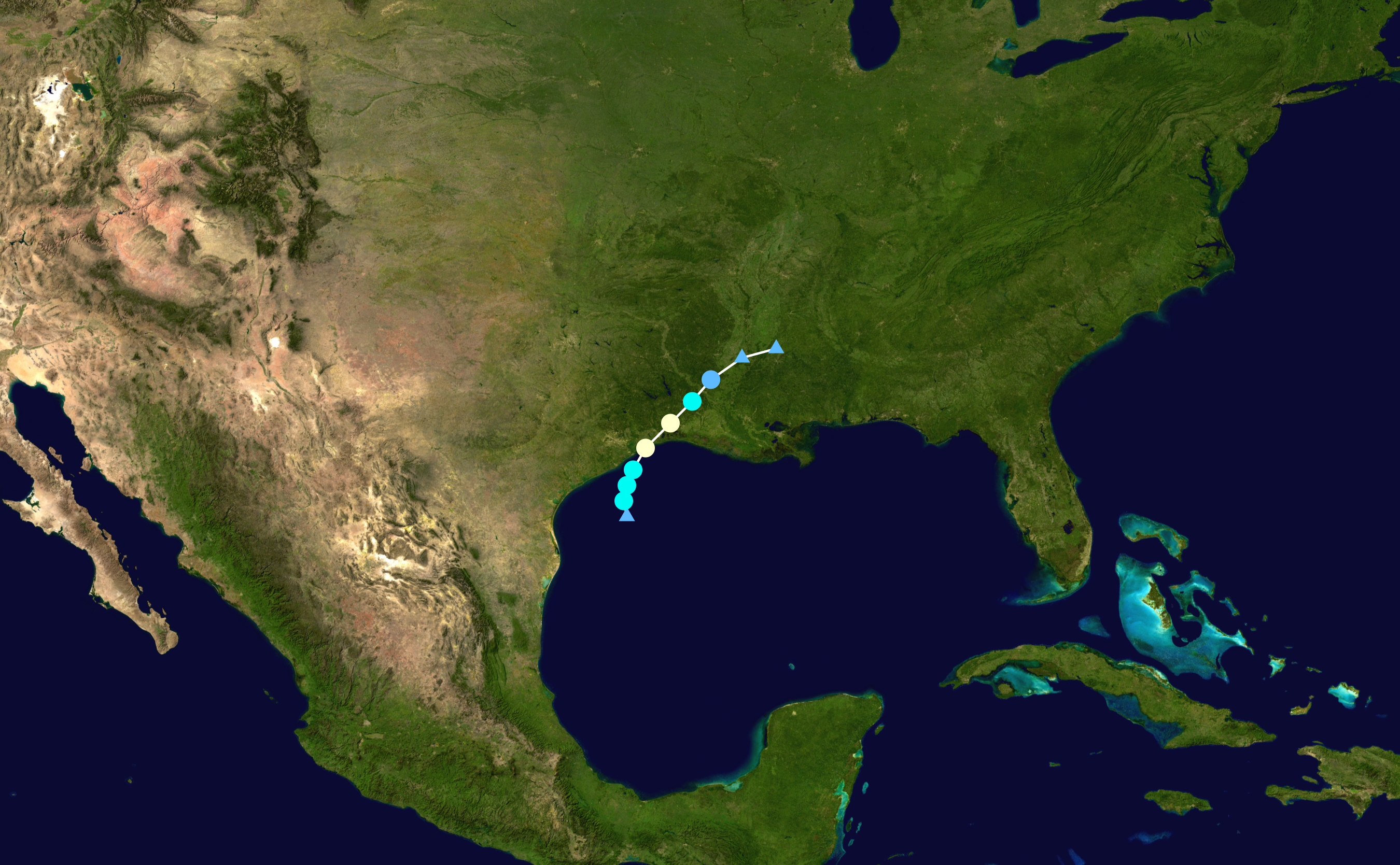
Humbertos bana

Den nionde tropiska depression bildades ur ett icke-tropisk lågtryck i den nordvästra delen av Mexikanska golfen den 12 september. Depressionen blev senare under dagen uppgraderad till en tropisk storm och fick namnet Humberto. Humberto ökade snabbt i styrka och blev uppgderad till en orkan tidigt den 13 september. Humberto gick in över land vid High Island ungefär 2 timmar senare.
Humberto nådde sin maximala vindstyrka på 140 km/h två timmar efter att den gått in över land. Ytterligare sex timmar senare blev Humberto nerklassificerad till en tropisk storm. Stormen försvagdes kraftigt under kvällen och blev degraderad till en tropisk depression. Humberto fortsatte över den sydöstra delen av USA, och den 14 september började den avmattas över nordvästra Georgia för att sedan bli ett lågtryck.